# فورد بوند
فورد بوند (بالإنجليزية: Ford Bond)‏ هو مقدم برامج إذاعية أمريكي، ولد في 23 أكتوبر 1904 في لويفيل في الولايات المتحدة، وتوفي في 15 أغسطس 1962 في سينت كروا في الولايات المتحدة.

## وصلات خارجية
- فورد بوند على موقع IMDb (الإنجليزية)
- فورد بوند على موقع قاعدة بيانات الفيلم (الإنجليزية)